# Emoia brongersmai
Emoia brongersmai este o specie de șopârle din genul Emoia, familia Scincidae, descrisă de Brown 1991. Conform Catalogue of Life specia Emoia brongersmai nu are subspecii cunoscute.